# Chus Pato
María Jesús Pato Díaz (Ourense, 1955), mais conhecida como Chus Pato, escritora galega. Licenciada en Geografia e História pela Universidade de Santiago de Compostela, desenvolveu a sua atividade profissional num licéu da Galiza.
Desde que apresentou os primeiros poemas na revista Escrita -e sobretudo desde a publicação, já na madurez criativa, do livro que inaugurava a sua obra (Uránia)- o reconhecimento da crítica e do público não cessaram de crescer tanto no âmbito da literatura galega como no contexto poético internacional mercê das traduções para diversas línguas (inglês e castelhano nomeadamente).
A sua obra manifesta a característica transgressão pós-moderna dos gêneros literários, conformando uma escrita baseada na superação do conceito tradicional de 'poesia'. Estilisticamente, a sua escrita carateriza-se por uma sintaxe sincopada, um certo automatismo e a constante referência a mitos greco-latinos como ilustradores metafóricos da realidade mais imediata.

## Poemas Publicados
- Urania. Ourense: Calpurnia, 1991.
- Heloísa. A Coruña: Espiral Maior, 1994.
- Fascinio. Muros: Toxosoutos, S.L., 1995.
- A ponte das poldras. Santiago de Compostela: Noitarenga, S.C., 1996.
- Nínive. Vigo: Xerais, 1996.
- m-Talá. Vigo: Xerais, 2000.
- Charenton. Vigo: Xerais, 2004.
- Hordas de escritura. Vigo: Xerais, 2008.
- Secesión. Vigo: Galaxia, 2009.
- Carne de Leviatán. Vigo: Galaxia, 2013.
- Un libre favor. Vigo: Galaxia, 2019.
- Sonora. Vigo: Xerais, 2023.

### Traduções em língua portuguesa
- Carne de Leviatã. Lisboa: Douda Correria, 2016.
- Um fémur de voz corre a galope [antologia]. Porto: Officium Lectionis, 2022.
- Sonora. Edição bilingue [galego e português]. Porto: Officium Lectionis, 2025.